# Sequoia National Park
Sequoia National Park is een nationaal park in het zuidelijke deel van de Sierra Nevada in Californië. Het is opgericht in 1890, als tweede nationale park in de Verenigde Staten, na Yellowstone National Park. Het park grenst aan de noordzijde aan Kings Canyon National Park, en wordt door de National Park Service als geheel beheerd. In het park ligt Mount Whitney, die met 4421 meter de hoogste berg is van de 48 aan elkaar grenzende staten van de Verenigde Staten.

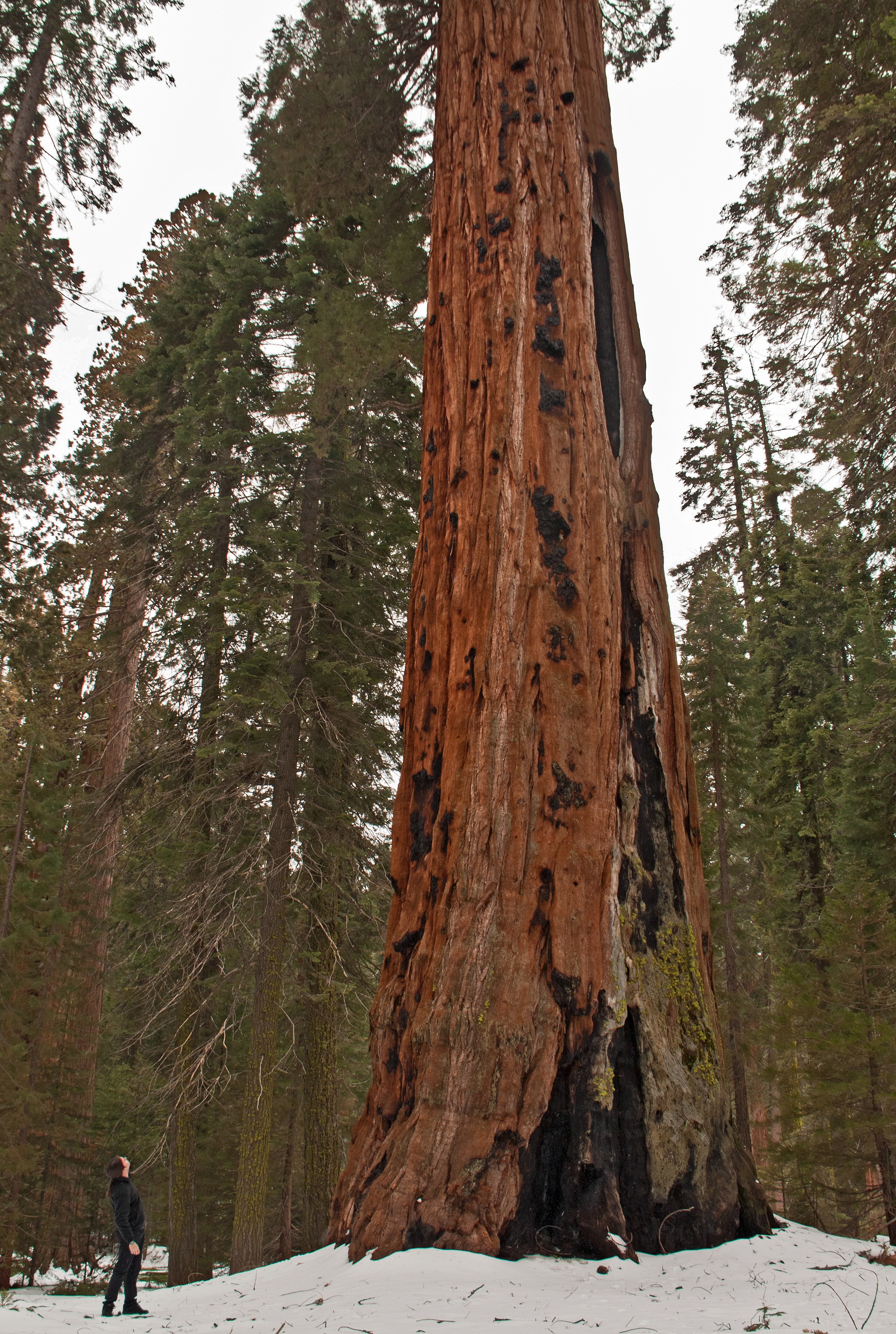
Sequoia National Park

## Giant Forest
Het park dankt zijn naam aan de mammoetbomen of sequoia's die er groeien. Ook de boom met het grootste volume ter wereld staat er: de General Sherman Tree. In 2002 is het volume geschat op 1.486 m³. De boom zou 2200 jaar oud zijn en is 84 m hoog. Naast deze boom staan nog vier van de tien grootste bomen ter wereld in het Giant Forest (reuzenbos).

## Geologie
De Sierra Nevada is een relatief jong gebergte dat ongeveer 10 miljoen jaar geleden begon te ontstaan. Het is sinds die tijd tot bijna 4 kilometer boven zeeniveau opgeheven. Tijdens de Kwartaire ijstijden is het gebergte minstens vier keer bedekt geweest met een aaneengesloten ijskap bestaande uit gletsjers. De afwisseling van gletsjers tijdens koude en rivieren tijdens warme perioden, maakte dat diepe valleien werden uitgesleten, waarvan Kings Canyon de voornaamste is. In het gebergte, dat bijna vier kilometer hoog is, wordt het landschap gekenmerkt door steile pieken, watervallen en bergmeren. Nog steeds groeit de Sierra Nevada door tektonische activiteit, die gepaard gaat met aardbevingen. Daarnaast speelt erosie door sneeuw en wind een rol. Het nabijgelegen bekken van de Central Valley is met honderden meters sediment gevuld dat vanuit de Sierra Nevada werd aangevoerd.
Waar kalksteen zoals marmer de ondergrond vormt hebben zich grotten gevormd. In Sequoia en Kings Canyon bevinden zich er meer dan 200, waarvan de grootste, Lilburn Cave, zich over meer dan 25 km uitstrekt. Crystal Cave is toegankelijk voor bezoekers. Paden lopen door grote ruimtes met bijzondere stenen formaties en marmer in verschillende tinten. In de grotten leven zeldzame ongewervelde dieren.

## Flora en fauna

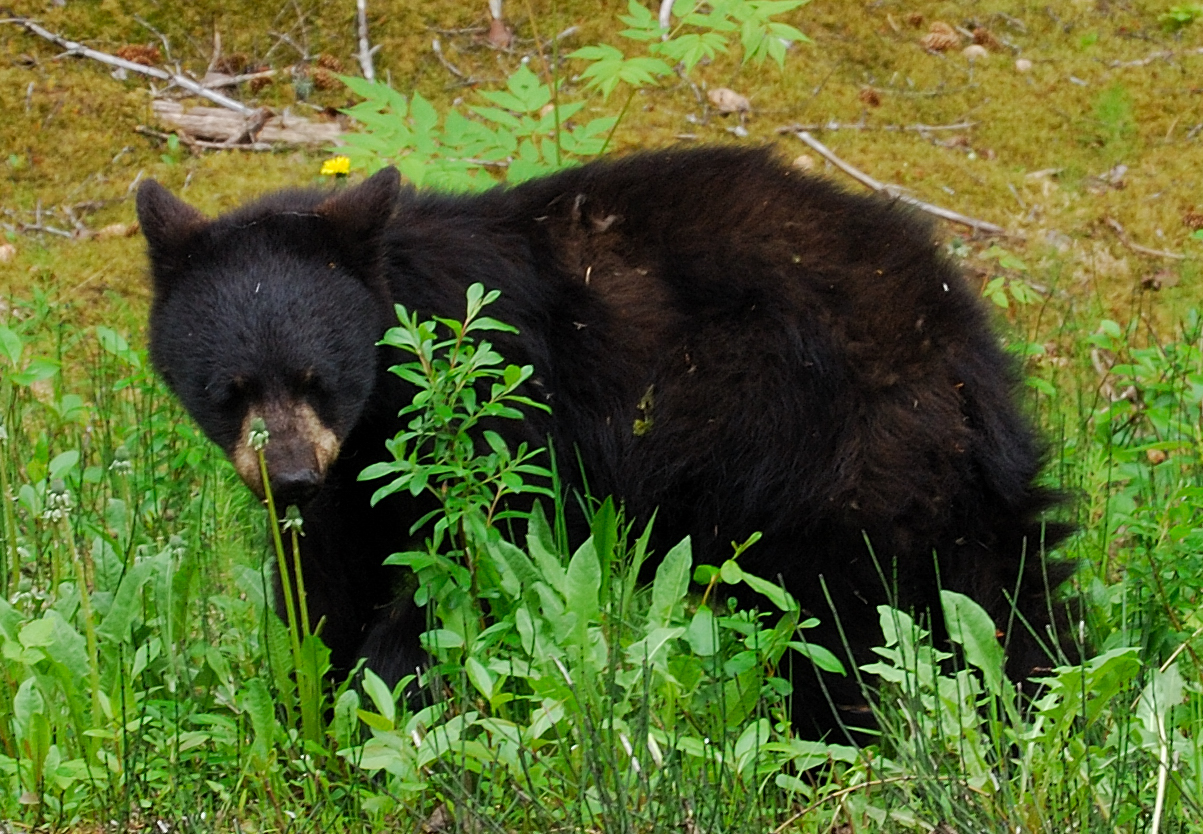
Amerikaanse zwarte beer

Het gebied bij de zuidelijke ingang van het park ligt met 518 m het laagst. Hier groeien bepaalde eiken (Quercus douglasii), de Californische paardenkastanje en yucca's. Er leven grijze vossen, rode lynxen, stinkdieren, Amerikaanse zwarte beren, westelijke struikgaaien en bepaalde salamanders (Taricha torosa).
Iets hoger groeien dennen als de pinus ponderosa, zilversparren en sequoia's. Naast muildierherten en poema's komen er veel vogelsoorten voor, zoals de Louisiana-tangare en de Noord-Amerikaanse zwarte specht (Dryocopus pileatus).
Boven de boomgrens zijn weilanden en meren te vinden. Doordat er weinig voedsel is, leven er weinig zoogdieren. Soms zijn er dikhoornschapen of marmotten te zien.

## Menselijke geschiedenis
In het gebied waar nu Sequoia National Park ligt, waren de eerste bewoners de Monachee-Indianen. Ze leefden voornamelijk langs de Kaweah River in het laagste gedeelte van het park, maar soms tot zo hoog als het Giant Forest. In de zomer trokken ze door de bergen om te handelen met Indianenstammen in het oosten. Op verscheidene plaatsen in het park zijn rotstekeningen te vinden, evenals stenen vijzels die gebruikt werden om eikels te verwerken tot voedsel.
Tegen de tijd dat de eerste Europeanen arriveerden, had de pest de bevolking al gedecimeerd. De eerste bewoner van het gebied heeft zijn huis gebouwd van een uitgeholde sequoiastam. Hij probeerde het sequoiabos te beschermen tegen houthakkers, maar had daarin maar een beperkt succes. Bij de Kaweah River werd in de jaren 1880 de Kaweah-kolonie gesticht. Deze kolonie had als doel sequoiahout te verhandelen. Helaas waren al duizenden bomen geveld voor men erachter kwam dat sequoiahout makkelijk versplintert.
Sinds het beheer van het Giant Forest in 1890 onder de National Park Service valt, worden er geen bomen meer gekapt. Het park is een aantal keer uitgebreid voor het de huidige grootte bereikte.

## Attracties
Behalve wandelen, kamperen en vissen zijn er een aantal interessante attracties te zien in het park. Hierboven zijn Crystal Cave en de General Shermanboom al genoemd. Met een auto kan door Tunnel Log worden gereden, dit is een omgevallen sequoia waar aan de onderkant een stuk hout is weggehaald dat groot genoeg is om met een auto doorheen te rijden. De boom was naar schatting meer dan 2000 jaar en 85 meter hoog.